# Itapoá
Itapoá est une ville brésilienne du nord de l'État de Santa Catarina.

## Géographie
Itapoá se situe par une latitude de 26° 07′ 01″ sud et par une longitude de 48° 36′ 58″ ouest, à une altitude de 18 mètres.
Elle fait partie de la microrégion de Joinville, dans la mésorégion nord de Santa Catarina. Un mouvement existe qui demande le rattachement de la municipalité à l'État du Paraná, se fondant sur un manque d'attention supposé du gouvernement de l'État de Santa Catarina. 
La municipalité compte plus de 32 km de plages, parmi lesquelles la Praia de Itapema do Norte, la Praia de Itapoá ou la Praia do Pontal da Figueira. On y trouve également plusieurs sambaquis, expressions d'une présence indigène.
Sa population était de 14 775 habitants au recensement de 2010. La municipalité s'étend sur 257 km2.

## Villes voisines
Itapoá est voisine des municipalités (municípios) suivantes :
- Garuva
- Guaratuba dans l'État du Paraná